# پارک ملی والدایسکی
پارک ملی والدایسکی (انگلیسی: Valdaysky National Park) یک پارک ملی حفاظت‌شده در استان نووگورود کشور روسیه است.